# DO Cariñena
La DO Cariñena està situada a la província de Saragossa, al voltant de Carinyena, la ciutat que dona nom a tota la comarca.
El clima és de tipus continental, amb hiverns freds i estius calorosos. El terreny és pobre, amb molta roca, el que fa que sigui ideal per al conreu de la vinya.
El vi que s'elabora en aquesta regió són molt coneguts i han estat presents en la majoria de taules, a més, la població ha donat nom a una varietat de raïm, la carinyena o mazuelo. Amb tot, aquests vins no han gaudit de massa bona reputació fins fa poc, que s'ha modernitzat la producció i elaboració. El resultat són uns vins corpulents i càlids, bàsicament negres, per bé que també s'elaboren blancs i vins licorosos.
El 1935 fou quan s'atorgà la categoria de Denominació d'origen que es va tonar a homologar el 1989. Hi ha 17908 ha de vinya que produeixen un total de 300 mil hl de vi.

## Varietats de raïm autoritzades

### Raïm negre
- Carinyena
- Garnatxa
- Ull de llebre
- Samsó
- Juan Ibañez
- Monastrell
- Cabernet sauvignon
- Merlot
- Sirà

### Raïm blanc
- Macabeu
- Garnatxa
- Moscatell romà
- Parellada
- Chardonnay